# أل غرين (سياسي)
ألكسندر إن غرين (بالإنجليزية: Al Green)‏(من مواليد 1 سبتمبر 1947)، هو محامٍ وسياسي أمريكي، يشغل منصب ممثل الولايات المتحدة عن الدائرة التاسعة في تكساس منذ عام 2005. ينتمي إلى الحزب الديمقراطي، وشغل سابقًا منصب قاضي الصلح في مقاطعة هاريس بولاية تكساس من عام 1977 حتى 2004.  
ركّز غرين خلال مسيرته على قضايا مثل حقوق الإجهاض وتوسيع البرامج الاجتماعية. وهو عضو في لجنة الخدمات المالية بمجلس النواب الأمريكي، ويدعو إلى فرض لوائح أكثر صرامة على القطاع المصرفي وتعزيز مساءلة الشركات.  
في 4 مارس 2025، خلال أول خطاب للرئيس ترامب أمام جلسة مشتركة للكونغرس في فترته الرئاسية الثانية، قاطع غرين الحدث مرارًا، وهتف ضد الرئيس أثناء خطابه، ما أدى إلى إخراجه من القاعة من قبل الموظفين بسبب انتهاكه آداب السلوك. رفض الجلوس وأشار بإصبعه نحو الرئيس بينما كان يصرخ قائلاً: "ليس لديك تفويض". بعد أيام، قدّم النائب دان نيوهاوس [الإنجليزية] قرارًا يدين غرين بسبب "سلوكه غير اللائق".

## مناصب
- في انتخابات مجلس النواب الأمريكي 2004 [الإنجليزية]‏، انتخب عضو مجلس النواب الأمريكي عن دائرة Texas's 9th congressional district [الإنجليزية]‏ وقد انضم خلال فترته النيابية [الإنجليزية]‏ (4 يناير 2005 – 3 يناير 2007) للكتلة البرلمانية الحزب الديمقراطي.
- في انتخابات مجلس النواب الأمريكي 2006 [الإنجليزية]‏، انتخب عضو مجلس النواب الأمريكي عن دائرة Texas's 9th congressional district [الإنجليزية]‏ وقد انضم خلال فترته النيابية [الإنجليزية]‏ (4 يناير 2007 – 3 يناير 2009) للكتلة البرلمانية الحزب الديمقراطي.
- في انتخابات مجلس النواب الأمريكي 2008 [الإنجليزية]‏، انتخب عضو مجلس النواب الأمريكي عن دائرة Texas's 9th congressional district [الإنجليزية]‏ وقد انضم خلال فترته النيابية [الإنجليزية]‏ (6 يناير 2009 – 3 يناير 2011) للكتلة البرلمانية الحزب الديمقراطي.
- في انتخابات مجلس النواب الأمريكي 2010 [الإنجليزية]‏، انتخب عضو مجلس النواب الأمريكي عن دائرة Texas's 9th congressional district [الإنجليزية]‏ وقد انضم خلال فترته النيابية [الإنجليزية]‏ (5 يناير 2011 – 3 يناير 2013) للكتلة البرلمانية الحزب الديمقراطي.
- في انتخابات مجلس النواب الأمريكي 2012، انتخب عضو مجلس النواب الأمريكي عن دائرة Texas's 9th congressional district [الإنجليزية]‏ وقد انضم خلال فترته النيابية (3 يناير 2013 – 3 يناير 2015) للكتلة البرلمانية الحزب الديمقراطي.
- في انتخابات مجلس النواب الأمريكي 2014 [الإنجليزية]‏، انتخب عضو مجلس النواب الأمريكي عن دائرة Texas's 9th congressional district [الإنجليزية]‏ وقد انضم خلال فترته النيابية [الإنجليزية]‏ (6 يناير 2015 – 3 يناير 2017) للكتلة البرلمانية الحزب الديمقراطي.
- في انتخابات مجلس النواب الأمريكي 2016، انتخب عضو مجلس النواب الأمريكي عن دائرة Texas's 9th congressional district [الإنجليزية]‏ وقد انضم خلال فترته النيابية [الإنجليزية]‏ (3 يناير 2017 – 3 يناير 2019) للكتلة البرلمانية الحزب الديمقراطي.
- انتخب قاضي صلح [الإنجليزية]‏ (1977 – 2004).
- انتخب عضو مجلس النواب الأمريكي عن دائرة Texas's 9th congressional district [الإنجليزية]‏ (3 يناير 2005 – ).

## وصلات خارجية
- الموقع الرسمي